# Freaky Tah
Freaky Tah, né Tahliq Raymond Rogers le 14 mai 1971 dans l'arrondissement du Queens (New York) et mort assassiné le 28 mars 1999 dans la même ville, est un rappeur et promoteur américain, seconde voix du groupe de hip-hop Lost Boyz composé de Mr. Cheeks, DJ Spigg Nice et Pretty Lou,. 

## Décès
Dans la nuit du 28 mars 1999, après avoir quitté la fête d'anniversaire de M. Cheeks avec un ami, Rogers est assassiné d'une balle dans la tête par Kelvin Jones, alors qu'il sortait de l'hôtel Sheraton dans le quartier du Queens, à New York, où il était domicilié. Il est annoncé décédé par la police de New York à 4 h 20 au Jamaica Hospital Medical Center. 
Raymond Rogers était père de deux enfants et venait d'annoncer la venue au monde imminente d'un troisième bambin. 
Trois suspects ont été inculpés dans l'assassinat de Freaky Tah. Ils étaient affiliés à un groupe de rap « wannabe », appelé les Hellraisers. Selon la police, le meurtre résulte d'une querelle apparente entre les deux groupes. Le tireur, Jones, a plaidé coupable de meurtre et est condamné à quinze ans de réclusion ; Rasheem Fletcher conduisait la camionnette lors du règlement de comptes, il est condamné à sept ans de prison pour homicide involontaire ; et Ryan Fritch, aurait fourni le véhicule.

## Discographie
| Titre                   | Détails de l'album                                                                                        | Classement | Classement | Certifications |
| Titre                   | Détails de l'album                                                                                        | US         | US R&B     | Certifications |
| ----------------------- | --- | ---------- | ---------- | -------------- |
| Legal Drug Money        | - Sortie : 4 juin 1996 - Label : Uptown - Format : CD, cassette, téléchargement numérique, 33 tours       | 6          | 1          | - RIAA : Or    |
| Love, Peace & Nappiness | - Sortie : 17 juin 1997 - Label : Uptown - Format : CD, cassette, téléchargement numérique, 33 tours      | 9          | 2          | - RIAA : Or    |
| LB IV Life              | - Sortie : 28 septembre 1999 - Label : Uptown - Format : CD, cassette, téléchargement numérique, 33 tours | 32         | 8          |                |